# Pierre Dartout
Pierre Dartout (Limoges, França; 9 de abril de 1954) foi Ministro de Estado (chefe de governo) do Mónaco de 1 de setembro de 2020 a 2 de setembro de 2024.
Anteriormente, foi prefeito de 1980 a 2020. Esteve em posições chave na Prefeitura desde 1980.
Pierre Dartoutse formou em direito na Sciences Po. Completou o serviço militar em 1977. Matriculou-se na Escola Nacional de Administração de 1978 a 1980. Depois de se formar na ENA (École nationale d'administration), prosseguiu sua carreira na administração pública em 1980.
Dartout serviu como prefeito da Guiana de 1995 a 1997. Ele então serviu como prefeito dos Pirenéus Orientais de 1998 a 2000. Após renunciar aos Pirenéus Orientais, ele atuou como prefeito de Drôme de 2000 a 2002. Ele também teve um breve passagem como prefeito de Pirenéus Atlânticos de 2002 a 2004. Ele serviu como prefeito de Provença-Alpes-Costa Azul e Bocas do Ródano de 2017 a 2020. Em 24 de agosto de 2020, ele renunciou ao cargo de prefeito de Bocas do Ródano após ser oficialmente anunciado como o próximo ministro de Estado.
Em 15 de maio de 2020, Dartout foi escolhido por Alberto II de Mônaco, como Ministro de Estado. Ele prestou juramento e assumiu suas funções como 25º Ministro de Estado de Mônaco em 1 de setembro de 2020, sucedendo Serge Telle. A cerimônia de tomada de posse foi realizada perante a presença do Príncipe Alberto II no Palácio do Príncipe.